# Gottfried-Keller-Preis
Il Gottfried-Keller-Preis è un premio letterario svizzero creato nel 1921 in onore del 102º compleanno di Gottfried Keller.
Il premio venne istituito dal bibliofilo, studioso e collezionista Martin Bodmer.
Viene assegnato generalmente ogni tre anni. Il premio ha una dotazione di 20.000 CHF (2016) e viene conferito sia a scrittori che a traduttori.
Uno tra i premiati più famosi è Hermann Hesse, premiato nel 1936.

## Albo dei vincitori
| - 2022 Noëlle Revaz - 2019 Adolf Muschg e Thomas Hürlimann - 2016 Pietro De Marchi - 2013 Collettivo di scrittori Bern ist überall - 2010 Gerold Späth - 2007 Fabio Pusterla - 2004 Klaus Merz - 2001 Ágota Kristóf - 1999 Peter Bichsel - 1997 Giovanni Orelli - 1994 Gerhard Meier - 1992 Erika Burkart - 1989 Jacques Mercanton - 1985 Herbert Lüthy - 1983 Hermann Lenz - 1981 Philippe Jaccottet - 1979 Max Wehrli - 1977 Elias Canetti - 1975 Hans Urs von Balthasar - 1973 Ignazio Silone - 1971 Marcel Raymond | - 1969 Golo Mann - 1967 Edzard Schaper - 1965 Meinrad Inglin - 1962 Emil Staiger - 1959 Maurice Zermatten - 1956 Max Rychner - 1954 Werner Kaegi - 1952 Gertrud von Le Fort - 1949 Rudolf Kassner - 1947 Fritz Ernst - 1943 Robert Faesi - 1938 Ernst Gagliardi - 1936 Hermann Hesse - 1933 Premio speciale per i cento anni dell'Università di Zurigo - 1931 Hans Carossa - 1929 Josef Nadler - 1927 Charles Ferdinand Ramuz - 1925 Heinrich Federer - 1922 Jakob Bosshart |